# Klein Lukow
Klein Lukow é uma localidade e antigo município da Alemanha localizado no distrito de Müritz, estado de Mecklemburgo-Pomerânia Ocidental.
A partir de 1 de janeiro de 2011, foi incorporado à cidade de Penzlin.